# Pseudispella subspinosa
Pseudispella subspinosa es una especie de insecto coleóptero de la familia Chrysomelidae.
Fue descrita científicamente en 1841 por Guérin-Méneville.